# Nederland op de Olympische Winterspelen 1980
Tijdens de Olympische Winterspelen van 1980 die in Lake Placid, Verenigde Staten werden gehouden nam Nederland voor de elfde keer deel. Een recordaantal van 29 olympiërs nam deel, negen individueel bij het schaatsen en het twintigkoppige ijshockeyteam, dat voor het eerst aan de winterspelen deelnam. De Chef de mission voor deze spelen was net als in 1976 Bram Leeuwenhoek. Er werden vier medailles gewonnen; één gouden, twee zilveren en één bronzen.

## Medailleoverzicht
| Sport     | Olympiër       | Discipline   | Medaille |
| --------- | -------------- | ------------ | -------- |
| Schaatsen | Annie Borckink | 1500 m (v)   | Goud     |
| Schaatsen | Piet Kleine    | 10.000 m (m) | Zilver   |
| Schaatsen | Ria Visser     | 1500 m (v)   | Zilver   |
| Schaatsen | Lieuwe de Boer | 500 m (m)    | Brons    |

## Deelnemers en resultaten

### Schaatsen
| Olympiër (deelname)  | Discipline   | Resultaat | Prestatie         |
| -------------------- | ------------ | --------- | ----------------- |
| Lieuwe de Boer       | 500 m (m)    | Brons     | 38,48 (+0,45)     |
| Lieuwe de Boer       | 1000 m (m)   | 10e       | 1.17,97 (+2,79)   |
| Hilbert van der Duim | 500 m (m)    | 28e       | 40,42 (+2,39)     |
| Hilbert van der Duim | 1000 m (m)   | 21e       | 1.19,89 (+4,71)   |
| Hilbert van der Duim | 1500 m (m)   | 11e       | 1.59,49 (+4,05)   |
| Hilbert van der Duim | 5000 m (m)   | 4e        | 7.07,97 (+5,68)   |
| Hilbert van der Duim | 10.000 m (m) | 6e        | 14.47,58 (+19,45) |
| Bert de Jong         | 500 m (m)    | 16e       | 39,30 (+1,27)     |
| Bert de Jong         | 1000 m (m)   | 6e        | 1.17,29 (+2,11)   |
| Bert de Jong         | 1500 m (m)   | 13e       | 1.59,83 (+4,39)   |
| Piet Kleine          | 5000 m (m)   | 6e        | 7.08,96 (+6,67)   |
| Piet Kleine          | 10.000 m (m) | Zilver    | 14.36,03 (+7,90)  |
| Yep Kramer           | 1500 m (m)   | dnf       | opgave            |
| Yep Kramer           | 5000 m (m)   | 9e        | 7.14,09 (+11,80)  |
| Yep Kramer           | 10.000 m (m) | 11e       | 15.04,79 (+36,66) |
|                      |              |           |                   |
| Annie Borckink       | 500 m (v)    | 22e       | 44,47 (+2,69)     |
| Annie Borckink       | 1000 m (v)   | 6e        | 1.27,24 (+3,14)   |
| Annie Borckink       | 1500 m (v)   | Goud      | 2.10,95           |
| Annie Borckink       | 3000 m (v)   | 13e       | 4.47,35 (+15,22)  |
| Sijtje van der Lende | 500 m (v)    | 26e       | 44,74 (+2,96)     |
| Sijtje van der Lende | 1000 m (v)   | 13e       | 1.28,72 (+4,62)   |
| Sijtje van der Lende | 1500 m (v)   | 15e       | 2.16,05 (+5,10)   |
| Sijtje van der Lende | 3000 m (v)   | 16e       | 4.51,53 (+19,40)  |
| Haitske Valentijn    | 500 m (v)    | 15e       | 44,02 (+2,24)     |
| Haitske Valentijn    | 1000 m (v)   | 14e       | 1.28,80 (+4,70)   |
| Ria Visser           | 1500 m (v)   | Zilver    | 2.12,35 (+1,40)   |
| Ria Visser           | 3000 m (v)   | dnf       | opgave            |

### IJshockey
| Olympiër | Discipline | Resultaat | Prestatie |
| --- | ---------- | --------- | --- |
| Ted Lenssen John de Bruyn Patrick Kolijn George Peternousek Al Pluymers Rick van Gog Henk Hille Frank van Soldt Harrie van Heumen Larry van Wieren Ron Berteling Dick Decloe Jack de Heer Jan Janssen Klaas van den Broek Leo Koopmans Brian de Bruijn Chuck Huizinga Corky de Graauw Willem Klooster | mannen     | 9e        | Voorronde groep A: 1-10 Nederland - Canada 4-17 Nederland - Sovjet-Unie 3- 3 Nederland - Japan 5- 3 Nederland - Polen 3-10 Nederland - Finland |

Andorra · Argentinië · Australië · België · Bolivia · Bondsrepubliek Duitsland · Bulgarije · Canada · China · Costa Rica · Cyprus · Duitse Democratische Republiek · Finland · Frankrijk · Griekenland · Groot-Brittannië · Hongarije · IJsland · Italië · Japan · Joegoslavië · Libanon · Liechtenstein · Mongolië · Nederland · Nieuw-Zeeland · Noorwegen · Oostenrijk · Polen · Roemenië · Sovjet-Unie · Spanje · Tsjecho-Slowakije · Verenigde Staten · Zuid-Korea · Zweden · Zwitserland